# Fleckney
Fleckney – wieś w Anglii, w hrabstwie Leicestershire, w dystrykcie Harborough. Leży 13 km na południowy wschód od miasta Leicester i 131 km na północny zachód od Londynu. W 2001 miejscowość liczyła 4613 mieszkańców.